# ジョン・スペイツ
ジョン・スペイツ（Jon Spaihts）は、アメリカ合衆国の脚本家である。

## 生い立ちと私生活
ニューヨーク州ニューヨーク市で生まれる。父は電子工学技師、母はプログラマーである。プリンストン大学の卒業生であり、『The Princeton Review』で本を執筆している。カリフォルニア州ヴェリスに住んでおり、女優のジョアンナ・ワッツと結婚している。

## キャリア
2007年、執筆したSF恋愛映画『Passengers』が未製作となっている優れた脚本を選ぶ Black List に選ばれたことにより、スペイツは映画界での知名度を上げた。また、キアヌ・リーブスがSF映画『Shadow 19』の脚本執筆のためにスペイツを雇ったが、2012年5月現在、この企画は保留されている。

## フィルモグラフィ

### 映画
| 年   | 作品名                                  | 役割       | 備考                  |
| ---- | --------------------------------------- | ---------- | --------------------- |
| 2012 | ダーケストアワー 消滅 The Darkest Hour  | 原案・脚本 |                       |
| 2012 | プロメテウス Prometheus                 | 脚本       |                       |
| 2016 | パッセンジャー Passengers               | 脚本       |                       |
| 2016 | ザ・マミー/呪われた砂漠の王女 The Mummy | 脚本       |                       |
| 2020 | DUNE/デューン 砂の惑星 Dune             | 脚本       |                       |
| 2024 | デューン 砂の惑星PART2 Dune: Part Two   | 脚本       |                       |
| TBA  | Gears of War                            | 脚本       | Netflixオリジナル映画 |
| TBA  | Untitled SF Film                        | 監督       |                       |